# 白と黒のスプーン〜料理階級戦争〜
白と黒のスプーン 〜料理階級戦争〜（韓国語：흑백요리사: 요리 계급 전쟁）は、2024年にNetflixで制作・配信された料理サバイバル番組。
料理の世界で成功を収めた20人の"白さじ"料理人と、まだ無名ながら料理と味覚で抜群のセンスをもつ80人の"黒さじ"料理人、総勢100人のシェフが階級を越えて、1対1の対決やチーム戦など様々な形式で3億ウォンの賞金かけて実力を競い合う。
審査員は料理研究家のペク・ジョンウォンと、韓国でミシュラン三つ星を獲得したシェフのアン・ソンジェが務めた。
シーズン2が2025年に配信される予定である。